# 港女野人
《港女野人》（Chill. Hike. Camping）是香港無綫電視J2台製作的真人秀節目，於2022年10月3日至10月28日的星期一至五22:30-23:00於無綫電視J2台播放，由何泳芍、陳若思、廖慧儀及胡美貽主持。該節目的主持人會到香港不同地方進行戶外活動。

## 每集一覽
| 集數 | 播映日子 | 主題              |
| 01   | 10月3日  | 港女．野人 開動！ |
| 02   | 10月4日  | 輕裝露營篇        |
| 03   | 10月5日  | 山藝牌 序章       |
| 04   | 10月6日  | 野炊篇            |
| 05   | 10月7日  | 山藝攝影篇        |
| 06   | 10月10日 | 愛護環境篇        |
| 07   | 10月11日 | 車中泊篇          |
| 08   | 10月12日 | 村樂生活篇        |
| 09   | 10月13日 | 山藝牌 第二回     |
| 10   | 10月14日 | 山藝牌 下篇第二回 |
| 11   | 10月17日 | 攀岩篇            |
| 12   | 10月18日 | 汽車露營篇        |
| 13   | 10月19日 | 越野大冒險        |
| 14   | 10月20日 | 釣魚篇            |
| 15   | 10月21日 | 單車篇            |
| 16   | 10月24日 | 大自然的樂與怒    |
| 17   | 10月25日 | 海下潛意識        |
| 18   | 10月26日 | 風箏滑浪篇        |
| 19   | 10月27日 | 荒島求生上篇      |
| 20   | 10月28日 | 荒島求生最終回    |

## 外部連結
- 港女野人 - 主頁 - tvb.com （页面存档备份，存于）
- 港女野人 - myTV SUPER （页面存档备份，存于）